# Svingkegle
En svingkegle er et jongleringsredskab i stil med kegler. Som navnet antyder, svinges de om kroppen i forskellige mønstre ligesom poi.
Til forskel fra almindelige kegler kaster man ikke svingkegler, men man kan bruge dem til kontaktjonglering hvor man for eksempel slipper svingkeglen ved skulderen, lader den falde og griber den bag ryggen igen.